# ホラー (ジャンル)

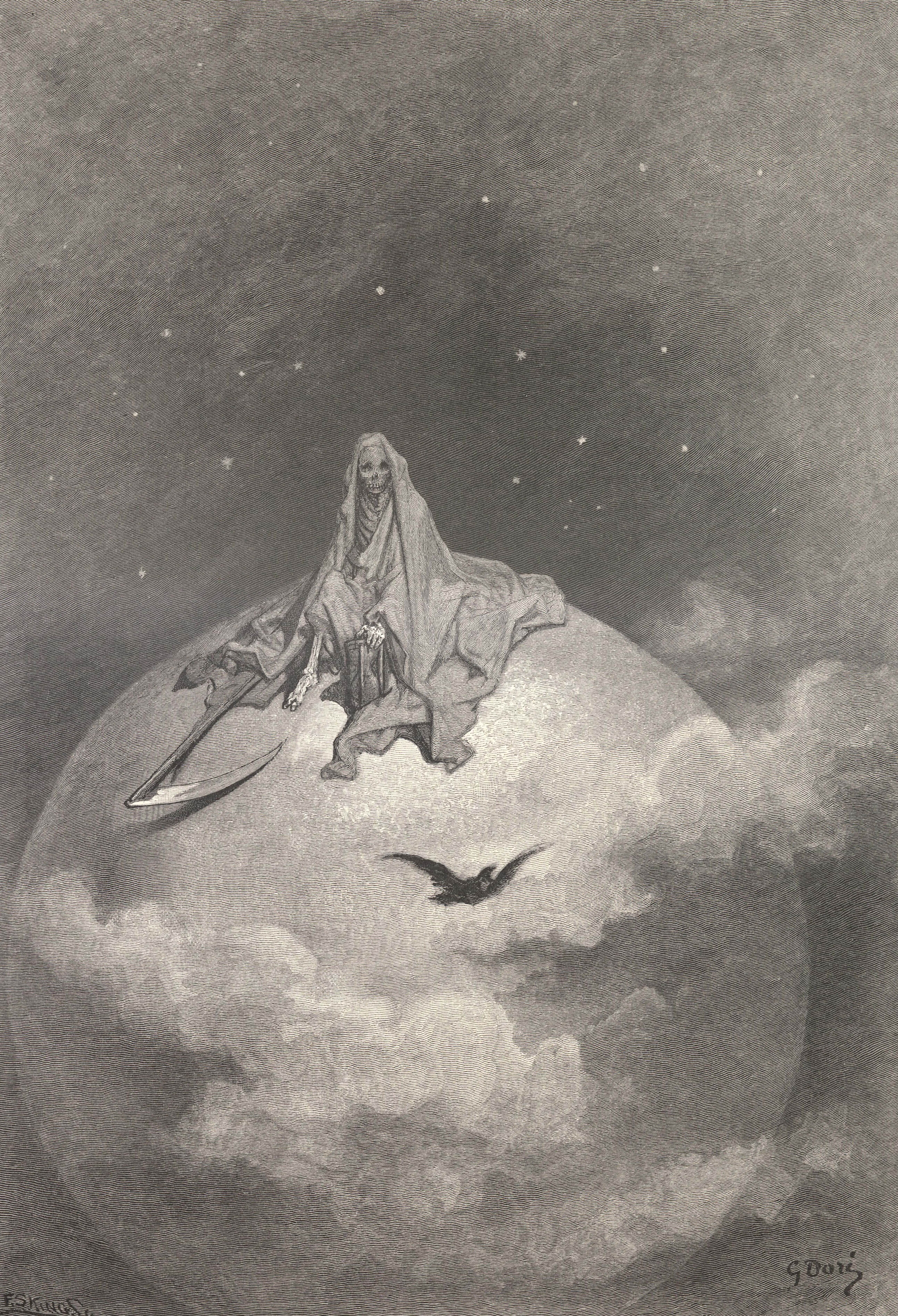
『大鴉』（エドガー・アラン・ポー）内のギュスターヴ・ドレによる挿絵

ホラー（英: horror）は、人を不安にさせたり、怖がらせたり、驚かせたりすることを目的としたフィクションのジャンルである。ホラーは多くの場合、スペキュレイティブ・フィクションの領域にあるサイコロジカルホラーと超自然的ホラーのサブジャンルに分けられる。1984年、文学史学者のJ・A・カドンは、ホラーについて「様々な長さの散文で構成され、読者に衝撃を与えたり、怖がらせたり、または嫌悪感や憎しみを引き起こしたりする可能性のあるフィクション」と定義した。ホラーは不気味で恐ろしい雰囲気を作り出すことを目的としており、ホラー作品の中心的な脅威は、社会のより大きな恐怖の比喩として解釈されることが多い。

## 歴史

### 1000年以前

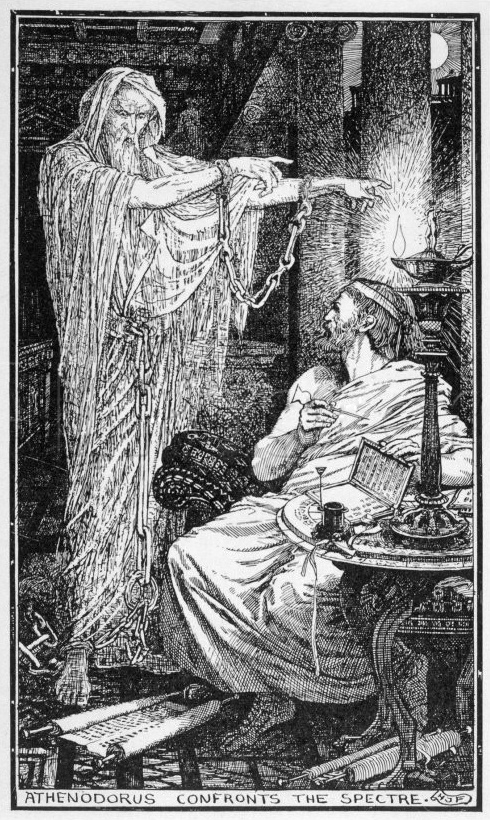
幽霊とアテノドルス

ホラーの起源は古く、死、死後の世界、悪、悪魔、人の中に具体化されたものの原理に焦点を当てた民間伝承や伝統宗教に起源があり、悪霊、魔女、吸血鬼、狼男、幽霊といった存在の物語として現れた。ヨーロッパのホラーは、古代ギリシア人や古代ローマ人の作品を通して確立された。1818年のメアリー・シェリーの小説『フランケンシュタイン』は、アスクレーピオスが死者を蘇らせたヒッポリュトスの物語に大きな影響を受けた。エウリピデスは、この物語に基づいて『ヒッポリュトス』という劇を書いた。プルタルコスの『対比列伝』でのキモンの記述では、カイロネイアの浴場で殺害された殺人者のデーモンの魂について述べられている。
小プリニウスは、アテネで幽霊の出る家を購入したアテノドルス・カナニテスの話を伝えている。アテノドルスは家が安いと思えたため用心深くなっていた。哲学の本を執筆している時に、アテノドルスのもとに鎖で縛られた幽霊のような人物が訪れ、中庭で姿を消した。次の日、判事が中庭を掘り起こしたところ、名前が記されていない墓が見つかった。
ホラーの要素は聖書の本文、特にヨハネの黙示録にも存在する。

### 1000年以降

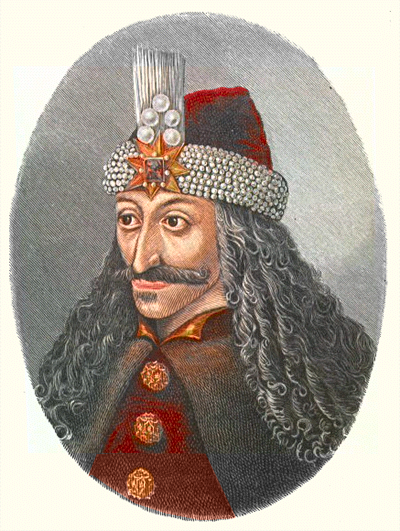
ドラキュラのモデルとなったヴラド3世

マームズベリのウィリアムによる「バークレーの魔女」は、初期のホラー物語だと考えられている。狼男の物語は中世のフランス文学で人気があった。マリー・ド・フランスの12世紀のレーの中に、狼男の物語である『ビスクラヴレット』がある。ヨランド公爵夫人は『ギヨーム・ド・パレルヌ』という狼男の物語の執筆を依頼した。また、匿名の作家による『ビクラレル』や『メリオン』といった狼男の物語が存在する。
15世紀の残虐な人物をもとに、多くのホラー作品が作られている。ドラキュラは、ドイツ語のパンフレットで戦争犯罪の疑惑が発表されたワラキア公のヴラド3世をモデルにしており、1499年にマルクス・アイラーが出版したパンフレットでの木版画のイメージがよく知られている。『青ひげ』は、ジル・ド・レが行ったとされる大量殺人が発想源となったと考えられている。吸血鬼のモチーフは、実在する貴族で殺人者のバートリ・エルジェーベトに由来しており、18世紀におけるホラー作品の出現の先駆けとなった。

### 18世紀

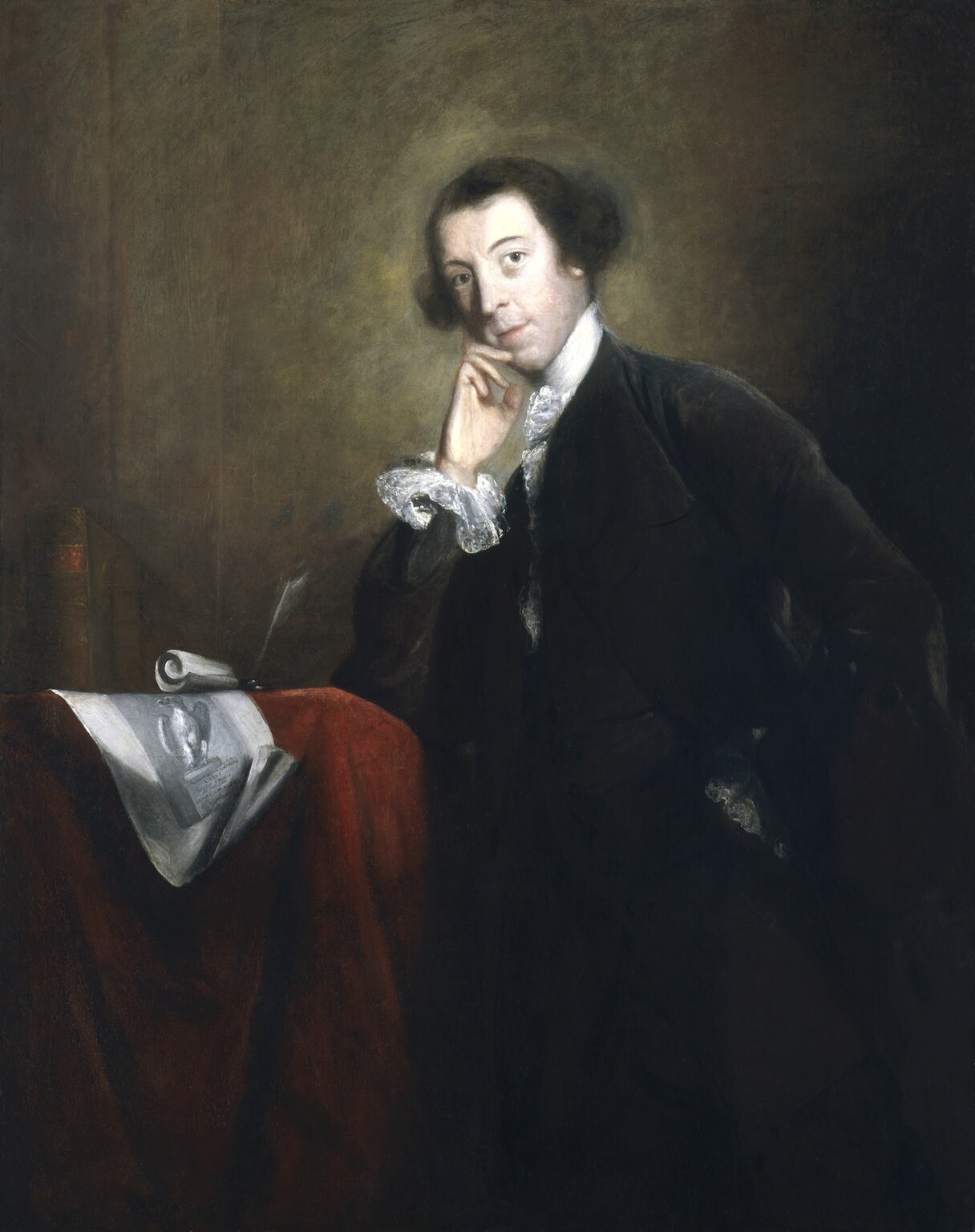
ホレス・ウォルポール

18世紀にはロマン主義とともにゴシック小説が徐々に発展した。ホレス・ウォルポールの1764年の小説『オトラント城奇譚』は中世後期の文字や物質の遺産を利用しており、様々な論争を引き起こした。この初版は、中世イタリアで実際にあったロマンスを翻訳したものという体裁で出版された。『オトラント城奇譚』はウィリアム・トマス・ベックフォードの『ヴァセック』や、アン・ラドクリフの『シチリアのロマンス』、『ユードルフォの秘密』、『イタリアの惨劇』、マシュー・グレゴリー・ルイスの『マンク』に影響を与えた。この時代のホラー作品の多くは女性によって書かれて、女性読者に向けて販売されており、小説の典型的なシナリオとして、才覚のある女性が薄暗い城の中で脅かされるというものがある。

### 19世紀

メアリー・シェリー

19世紀に入ると、ゴシック小説はホラー小説と呼ばれるものへと発展した。この時代に生まれた影響力のある作品として、グリム兄弟の『ヘンゼルとグレーテル』、メアリー・シェリーの『フランケンシュタイン』、ジョン・ポリドリの『吸血鬼』、チャールズ・ロバート・マチューリンの『放浪者メルモス』、ワシントン・アーヴィングの『スリーピー・ホロウの伝説』、ジェーン・ルードンの『ザ・マミー!』、ヴィクトル・ユーゴーの『ノートルダム・ド・パリ』、トマス・ペケット・プレストの『吸血鬼ヴァーニー』、エドガー・アラン・ポーの作品、シェリダン・レ・ファニュの作品、ロバート・ルイス・スティーヴンソンの『ジキル博士とハイド氏』、オスカー・ワイルドの『ドリアン・グレイの肖像』、アーサー・コナン・ドイルの『競売ナンバー二四九』、ハーバート・ジョージ・ウェルズの『透明人間』、ブラム・ストーカーの『吸血鬼ドラキュラ』などが挙げられる。このような作品は本、劇、映画などでリメイクされ、ホラーの象徴を確立した。

### 20世紀
20世紀に入るころには安価な定期刊行物が増加したため、ホラー作品のブームが起こった。例えば、ガストン・ルルーは『オペラ座の怪人』を1910年に単行本として出版されるより前に、日刊紙で連載していた。『オールストーリー』などの主流の雑誌では、狂気や残虐性といったテーマを扱っていたトッド・ロビンズなどの作家がホラー作品を専門に掲載していた。その後、ホラー作家への作品の発表の場となる専門出版物が登場した。その中で著名なものとして『ウィアード・テイルズ』や『アンノウン』がある。ロシアでは、作家のアレクサンドル・ベリャーエフが『ドウエル教授の首』を通してホラーを普及させた。この作品は、精神病医が死体安置所から盗んだ死体に対して、実験的な頭部の移植と蘇生を実行するというストーリーであり、単行本となる前は雑誌で連載されていた。
20世紀初頭には、影響力の強いホラー作家は様々な媒体で作品を発表するようになった。特に、H・P・ラヴクラフトが書いたクトゥルフ神話はコズミック・ホラーのジャンルを変え、世に広めた。また、M・R・ジェイムズは、この時代のゴースト・ストーリーを再定義した人物と考えられている。
シリアルキラーは数々の作品に登場するようになった。このテーマは特に切り裂きジャック、カール・パンズラム、フリッツ・ハールマン、アルバート・フィッシュなどの様々な殺人者についてのイエロー・ジャーナリズムやセンセーショナリズムの影響で度々描かれた。この傾向は第二次世界大戦後も続いたが、エド・ゲインによる殺人の後には部分的に変わっていった。殺人者の影響を受けた作家のロバート・ブロックは、1959年に『サイコ』を執筆した。1969年にマンソン・ファミリーが起こした犯罪は、1970年代のホラー作品における切り裂き魔のテーマに影響を与えた。1981年にトマス・ハリスはシリアルキラーのハンニバル・レクターが登場する『レッド・ドラゴン』を執筆し、1988年にはその続編となる『羊たちの沈黙』を執筆した。
初期のホラー映画はホラー文学の多くの側面から影響を受けた。1960年代と1970年代のスラッシャー映画やスプラッター映画と一般的に結びつけられる、映画での暴力や流血の写実的な描写が可能になるまでは、1950年代にECコミックを始めとした出版社が出版していたコミック・ブックが、映画ではできなかったホラーの表現を通して読者の要求を満たしていた。このような表現によってコミックは議論の的になり、その結果、頻繁に検閲されていた。
現代のゾンビの物語は生ける屍を題材にしており、H・P・ラヴクラフトの『冷気』、『死体安置所にて』、『アウトサイダー』、デニス・ホイートリーの Strange Conflict などの作品の影響を受けている。また、リチャード・マシスンの小説『地球最後の男』は、ジョージ・A・ロメロの映画に象徴される、ゾンビによる世界の終末のジャンル全体に影響を与えた。
1960年代後半から1970年代前半にかけて、アイラ・レヴィンの『ローズマリーの赤ちゃん』、ウィリアム・ピーター・ブラッティの『エクソシスト』、トム・トライオンの『ジ・アザー』が商業的に大きな成功を収めたため、出版社は数多くのホラー小説を発売し始めるようになり、その結果、ホラーブームが生まれた。

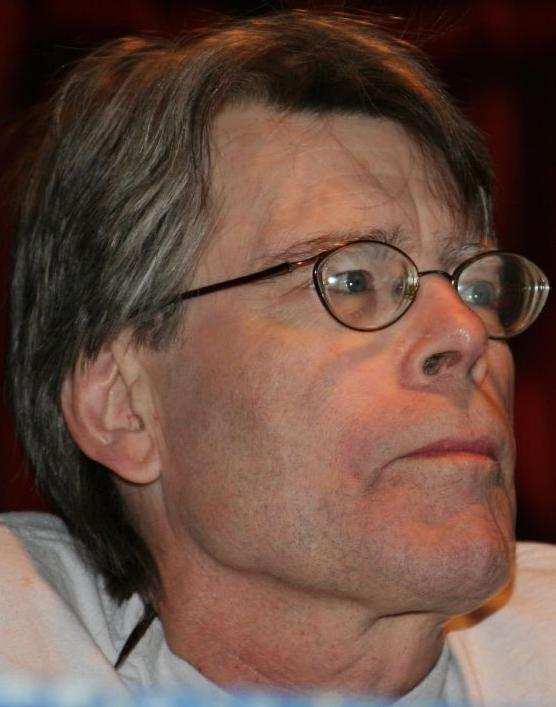
スティーヴン・キング

20世紀後半の最も有名なホラー作家は、『キャリー』、『シャイニング』、『IT』、『ミザリー』などの小説で知られるスティーヴン・キングである。キングの作品は1970年代の初頭の多くの読者を魅了したことで、2003年には全米図書協会から賞を受賞した。この時代の他の有名なホラー作家として、アン・ライス、ブライアン・ラムレイ、グレアム・マスタートン、ジェームズ・ハーバート、ディーン・R・クーンツ、リチャード・レイモン、クライヴ・バーカー、ラムジー・キャンベル、ピーター・ストラウブなどがいる。

### 21世紀
キャリー・ヴォーンの『キティ・ノーヴィル』など、ホラー作品に関連するジャンルにはベストセラーシリーズが存在する。ホラー要素は他のジャンルの作品にも登場する場合がある。ダン・シモンズの2007年の小説『ザ・テラー』の中で、より伝統的な歴史ホラーからなる歴史改変SFが、『高慢と偏見とゾンビ』のようなマッシュアップ小説や、『ヘルブレイザー』や『ヘルボーイ』のような歴史ファンタジーやホラー漫画と類似するジャンルとして扱われている。ホラーは、全米図書賞の最終候補となったマーク・Z・ダニエレブスキーの『紙葉の家』など、より複雑な現代作品においても有数の中心的なジャンルとされている。また、R・L・スタインの『グースバンプス』シリーズや、リック・ヤンシーの The Monstrumologist シリーズなど、子供や若者向けのホラー小説も多数存在する。さらに、若者向けの映画、特にアニメーション映画では、『パラノーマン ブライス・ホローの謎』のようにホラーの美学や慣習が用いられていることが多い。このような映画はまとめて「子供向けホラー」と呼ばれることがある。子供がこのような映画を楽しむ理由については明らかになっていないが、その理由の一つは子供を魅了する奇怪なモンスターであると分析されている。ホラー番組やホラー映画が子供に与えた影響については、特にテレビや映画の中での暴力が若者の心に与える影響という同様のテーマについて行われた研究と比べると、あまり研究は進んでいない。このようなメディアの視聴が与える影響についての研究はほとんどなく、結論が出ない傾向にある。

## 特徴
ホラーは読者の感情的・心理的・身体的な反応を引き起こし、恐怖を与えるという点が大きな特徴である。H・P・ラヴクラフトのエッセイ『文学における超自然の恐怖』の最初の一文では、「人類の最も古く、最も強い感情は恐怖であり、最も古く、最も強い恐怖の種類は未知への恐怖である」と語られている。SF史研究者のダレル・シュヴァイツァーは、「最も簡単な意味では、ホラーの物語は我々を怖がらせるものである」「真のホラーの物語には、悪の感覚が必要であり、必ずしも神学的な感覚は必要としていない。しかし、その脅威は本当に威圧的で、生活を壊し、幸福とは正反対のものでなければならない」と述べている。
Elizabeth Barrette は、自身のエッセイ Elements of Aversion で、現代社会におけるホラー物語の必要性について、以下のように述べている。
我々の進化の伝統における古い「戦うか逃げるか」の反応は、かつて全ての人間の生活において、重要な役割を果たしていた。我々の祖先はこの反応によって生き、死んでいた。その後、誰かが魅力的な文明の遊びを考案し、事態は落ち着き始めた。開発によって荒野は定住地へと変わった。戦争、犯罪、その他の社会的暴力は文明とともに生じ、人々はお互いを犠牲にしていくようになったが、日常生活は全体的に鎮静化した。我々は落ち着かなくなり、危険と隣合わせで生きる興奮や、狩る者と狩られる者との間の緊張が不足しているように感じ始めた。そうして、我々は長く暗い夜の間、お互いに物語を聞かせた。炎が弱まってきた時、我々は日中、お互いを怖がらせることに全力を尽くした。アドレナリンが流れると心地良くなる。我々の心臓は高鳴り、呼吸は速くなり、自分自身が危険に晒されていると感じることができる。しかし、我々はホラーの洞察力のある側面も同様に高く評価している。中にはショックを与えたり不快感を抱かせたりすることを目的とした物語もあるが、最上のホラーは我々を怒らせ、自己満足から逃れさせることを目的としている。ホラーは我々に考えさせ、無視するかもしれない考えに直面することを強制し、あらゆる種類の先入観を疑わせる。ホラーは、世界は必ずしも思ったほど安全とは限らないということを我々に再認識させ、また頭の筋肉を鍛え、正しい注意を身近な場所に置いておくことを再認識させる。
人がジェットコースターの制御されたスリルを求めるのと同様に、現代の読者は興奮を感じるために恐怖の感情を求めている。しかし、Barrette はホラーはあらゆる種類の先入観を疑うことを無視するかもしれないという考えに直面することを強制する芸術形式を求める数少ない媒体であると補足した。
人々が怖がることを楽しむ理由については諸説ある。例えば「ホラー映画が好きな人は開放性、つまり知力や想像力に関連する性格傾向で高得点となる可能性が高い」とする意見がある。
『吸血鬼ドラキュラ』の吸血鬼描写におけるホラー要素は、抑圧されていたヴィクトリア朝時代でのセクシュアリティの隠喩だったと一般的に考えられている。『吸血鬼ドラキュラ』における隠喩の解釈は他にも多数存在する。ジャック・ハルバースタムは自身のエッセイ Technologies of Monstrosity: Bram Stoker's Dracula で以下のように仮定している。
ほこりをかぶった未使用の金、多数の国の硬貨、古くて摩耗していない宝石のイメージは、腐敗した階級の資産や、一種の国家の海賊行為、貴族社会の非道な行為などとドラキュラをすぐに結びつける。

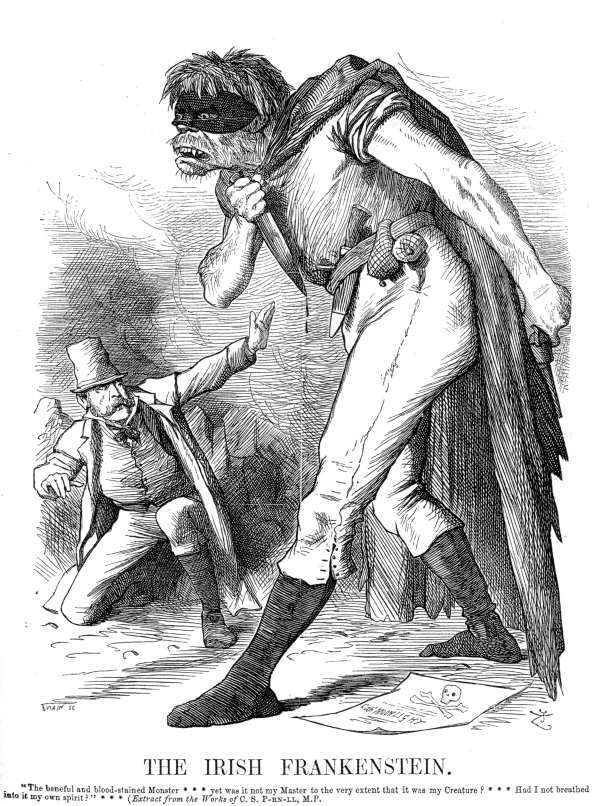
1882年出版『パンチ』のイラスト。イギリスの風刺漫画家は、フェニックス・パークでの殺人を受けて、アイルランドのフェニアン運動をフランシュタインの怪物に似ていると考えている。
ホラー文学における恐ろしい悪役や怪物は、社会を具体化する恐怖の隠喩として見られることが多い。

ハルバートストラムは、ドラキュラは貴族が邪悪で旧態依然で打倒すべきだという認識の広まりを表しているという見方を述べている。多国籍の主人公の一行が電報などの最新の科学技術を用いて、新しい情報を素早く共有・照合し、それに基づいて行動するという描写は、吸血鬼を破滅へ導くものである。これは宗教的なものから反ユダヤ主義的なものまで、分析において起こりうる十数個の比喩が参照されており、ホラー作品の規範の1人の中心人物の比喩に対する多くの解釈のうちの1つである。
ノエル・キャロルの Philosophy of Horror では、現代のホラーにおける怪物、悪役、あるいはより包括的な脅威は、以下の2つの特徴を示さなければならないと仮定している。
- 肉体的、心理的、社会的、道徳的、精神的、またはこれらの組み合わせで脅かす脅威
- 一般的に受け入れられている文化的分類の構想に反する不純な脅威

## 研究
ホラー作品に関する研究は、ホラー作品が生まれた時から行われている。1826年、ゴシック小説家のアン・ラドクリフはホラーを構成する要素である "terror" と "horror" の違いについて区別するエッセイを出版した。"terror" は何かが起こる前に起こる恐怖の感情であるのに対し、"horror" は何かが起こった後の嫌悪感である。ラドクリフは "terror" を「魂を拡張し、生命の高度まで能力を目覚めさせる」ものであるのに対し、"horror" は「魂を凍らせ、ほとんど消滅させる」ものと説明している。
ホラーについての現代の学問は、様々な資料に基づいている。デヴェンドラ・ヴァルマとS・L・ヴァルナドはゴシック小説の歴史的研究において、ヌミノーゼという概念を元々は宗教的経験を表すために用いていた神学者ルドルフ・オットーに言及している。
ホラーメディアが消費される頻度に関する研究では、以下のように報告されている。
ホラー消費の頻度を調べるため、私たちは回答者に「過去1年の間にどのくらいの頻度でホラーメディア（ホラー小説・映画・ゲームなど）に触れましたか？」という質問をした。「1回もない」が11.3%、「1回」が7.5%、「数回」が28.9%、「月に1回」が14.1%、「月に数回」が20.8%、「週に1回」が7.3%、「週に数回」が10.2%となった。このことから、明らかにほとんど（81.3%）の回答者は年に数回以上ホラーメディアに触れると主張している。当然、好みと触れる頻度の間には強い相関関係がある（r=0.79、p<0.0001）。

## 賞
ホラー作品の業績は多数の賞で評価されている。ホラー作家協会は、影響力の大きいホラー小説『吸血鬼ドラキュラ』の作者であるブラム・ストーカーに敬意を表して、最も優れた作品にブラム・ストーカー賞を贈っている。オーストラリアホラー作家協会は、毎年オーストラリアン・シャドウズ・アワーズを贈っている。1995年から2008年まで毎年、ホラーやダーク・ファンタジーの作品を対象に国際ホラーギルド賞が贈られた。シャーリイ・ジャクスン賞は、心理サスペンス、ホラー、ダーク・ファンタジーの要素のある作品における優れた業績を表彰する賞である。ホラー文学におけるその他の重要な賞は、オーレリアス賞などのファンタジーやサイエンス・フィクションの一般的な賞のサブカテゴリに含まれている。

## 他の単語
ホラー作家の中には、ホラーという単語が生々しいと考え、用いることを避ける傾向にある者もいる。その場合、代わりに超自然的な脅威についてはダーク・ファンタジーまたはゴシック・ファンタジー、非超自然的な脅威についてはサイコロジカルスリラーという単語を用いる。

## 関連文献
- Neil Barron,  Horror Literature: A Reader's Guide. New York: Garland, 1990. ISBN 978-0824043476.
- Jason Colavito, Knowing Fear: Science, Knowledge and the Development of the Horror Genre. Jefferson, NC: McFarland, 2008. ISBN 978-0786432738.
- Brian Docherty, American Horror Fiction: From Brockden Brown to Stephen King. New York: St. Martin's, 1990. ISBN 978-0333461297.
- Errickson, Will; Hendrix, Grady (2017). Paperbacks from Hell: The Twisted History of '70s and '80s Horror Fiction. Philadelphia: Quirk Books. ISBN 9781594749810. OCLC 1003294393
- Stephen Jones and Kim Newman, (eds.), Horror: 100 Best Books. New York: Carroll & Graf, 1998. ISBN 0786705523.
- Stephen King, Danse Macabre. New York: Everest House, 1981. ISBN 978-0896960763.
- H. P. Lovecraft, Supernatural Horror in Literature, 1927, rev. 1934, collected in Dagon and Other Macabre Tales. Arkham House, 1965.
- David J. Skal, The Monster Show: A Cultural History of Horror. New York: Norton, 1993. ISBN 978-0859652117.
- Andrea Sauchelli "Horror and Mood" Archived 17 May 2021 at the Wayback Machine., American Philosophical Quarterly, 51:1 (2014), pp. 39–50.
- Gina Wisker, Horror Fiction: An Introduction. New York: Continuum, 2005. ISBN 978-0826415615.